# 新大久保站
新大久保站（日语：／ Shin-ōkubo eki */?）是位於日本東京都新宿區百人町一丁目，屬於東日本旅客鐵道（JR東日本）山手線的鐵路車站。車站編號是JY 16。

## 概要
本站只停靠環状線山手線電車，湘南新宿線及埼京線列車不停靠。依據特定都區市內，本站屬於「東京都區內」與「東京山手線內」。
西武鐵道新宿線在山手貨物線東側平行通過，沒有在此設站。
本站與目白站是山手線僅有的兩座單獨非轉乘車站。

## 歷史
- 1914年（大正3年）11月15日：鐵道院車站（屬山手線）開業[2]。僅經營客運業務。
- 1987年（昭和62年）4月1日：國鐵分割民營化，本站成為JR東日本車站（屬山手線）。
- 2001年（平成13年）
  - 1月26日：發生乘客墜軌事故，共造成三人死亡[3]。
  - 6月21日：開始增設跌落時的躲避空間[3]。
  - 11月18日：IC卡「Suica」啟用。
  - 12月22日：月台下的躲避空間完工[4]。
- 2009年（平成21年）1月23日：綠色窗口結束營業。
- 2013年（平成25年）9月28日：月台門啟用[5]。

## 車站構造
島式月台1面2線的高架車站。只設一個閘口。
站內全日撥放24國語言廣播。

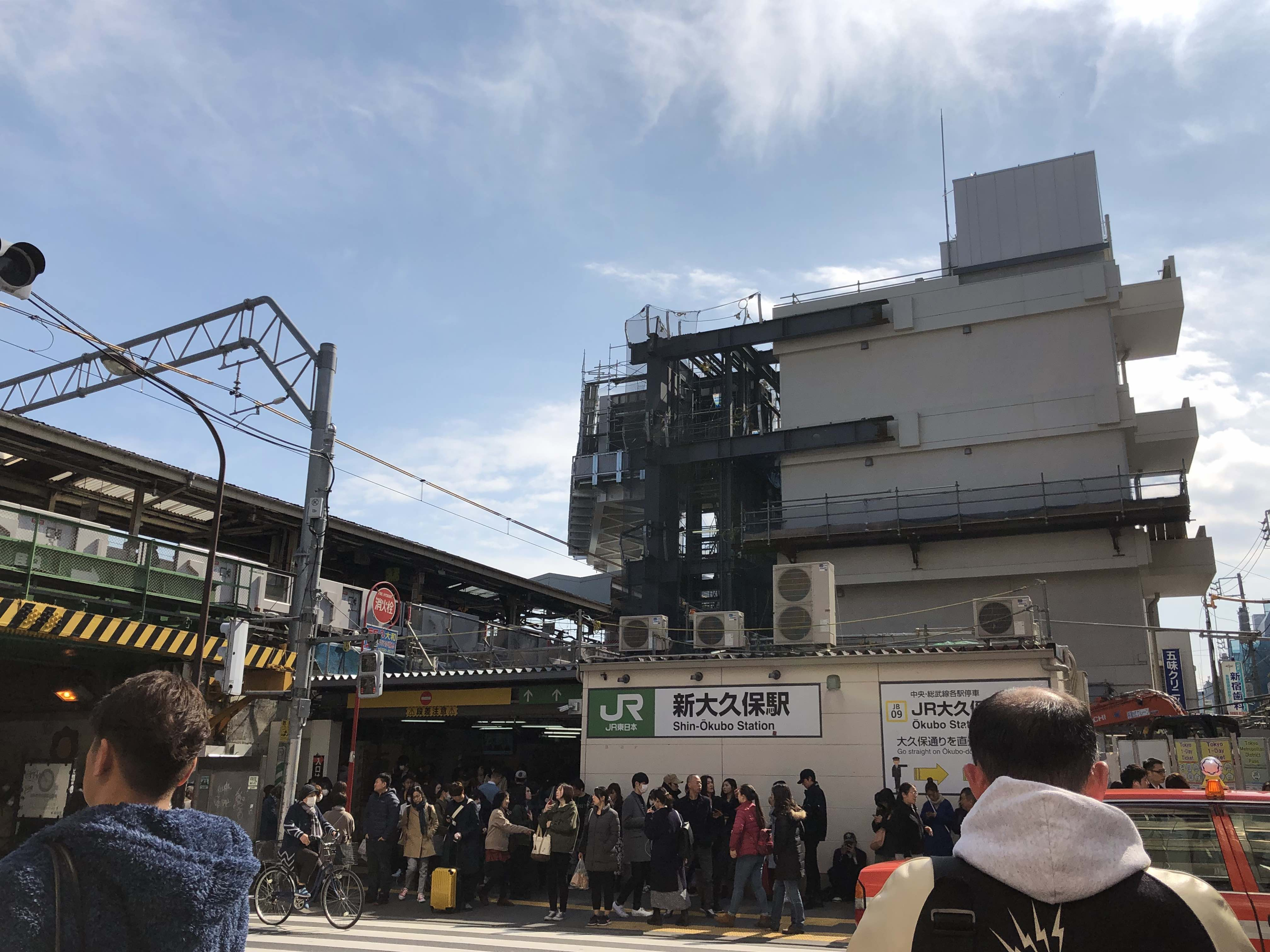
工程中的新大久保站（2019年3月）

目前正在建設地上4層的新站房，並將設置電梯等無障礙設備。預計2020年完工。

### 月台配置
| 月台 | 路線   | 方向 | 目的地               |
| ---- | ------ | ---- | -------------------- |
| 1    | 山手線 | 外環 | 池袋、田端、上野方向 |
| 2    | 山手線 | 內環 | 新宿、澀谷、品川方向 |

（來源：JR東日本:車站構內圖 （页面存档备份，存于））

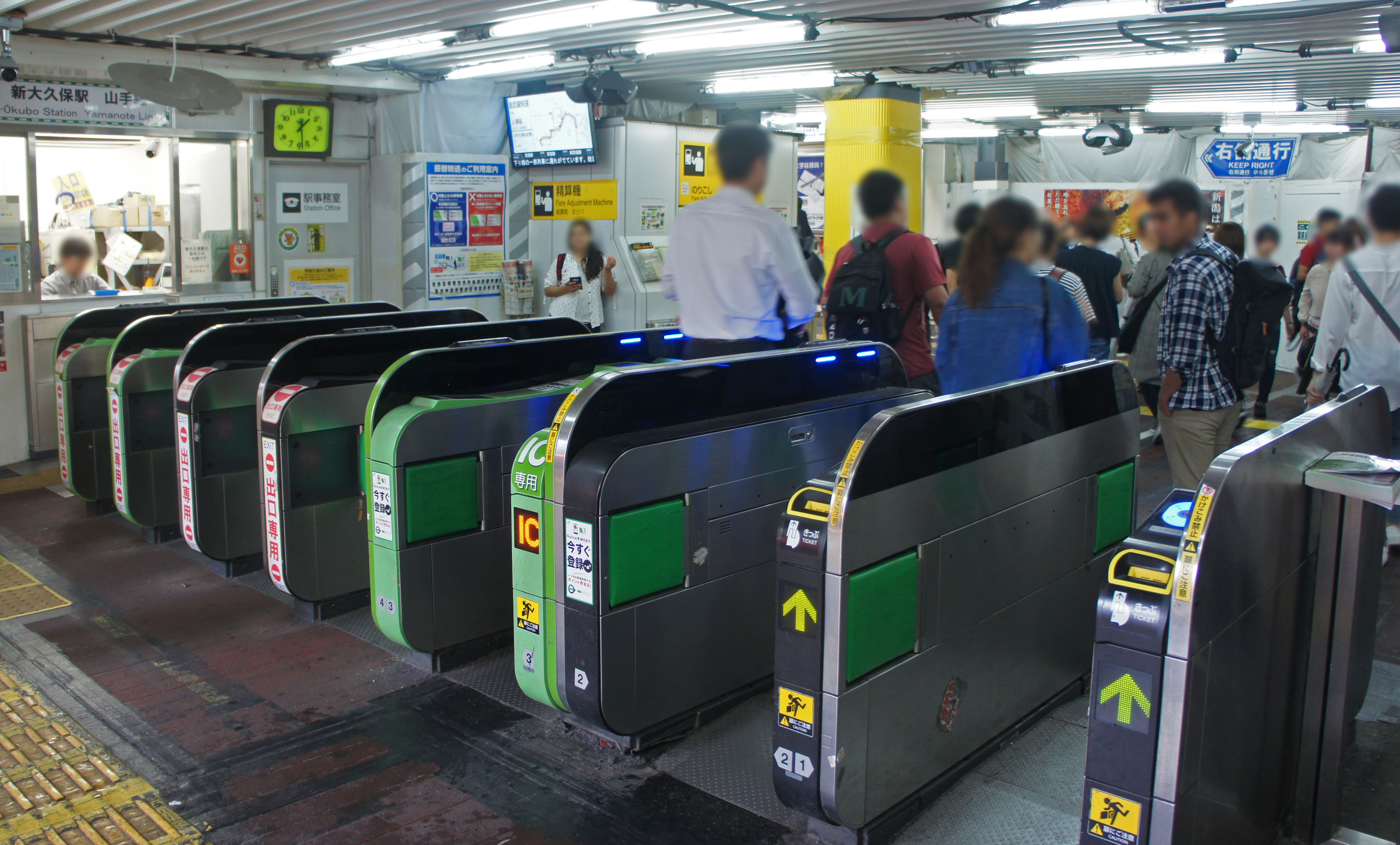
閘口（2019年9月）
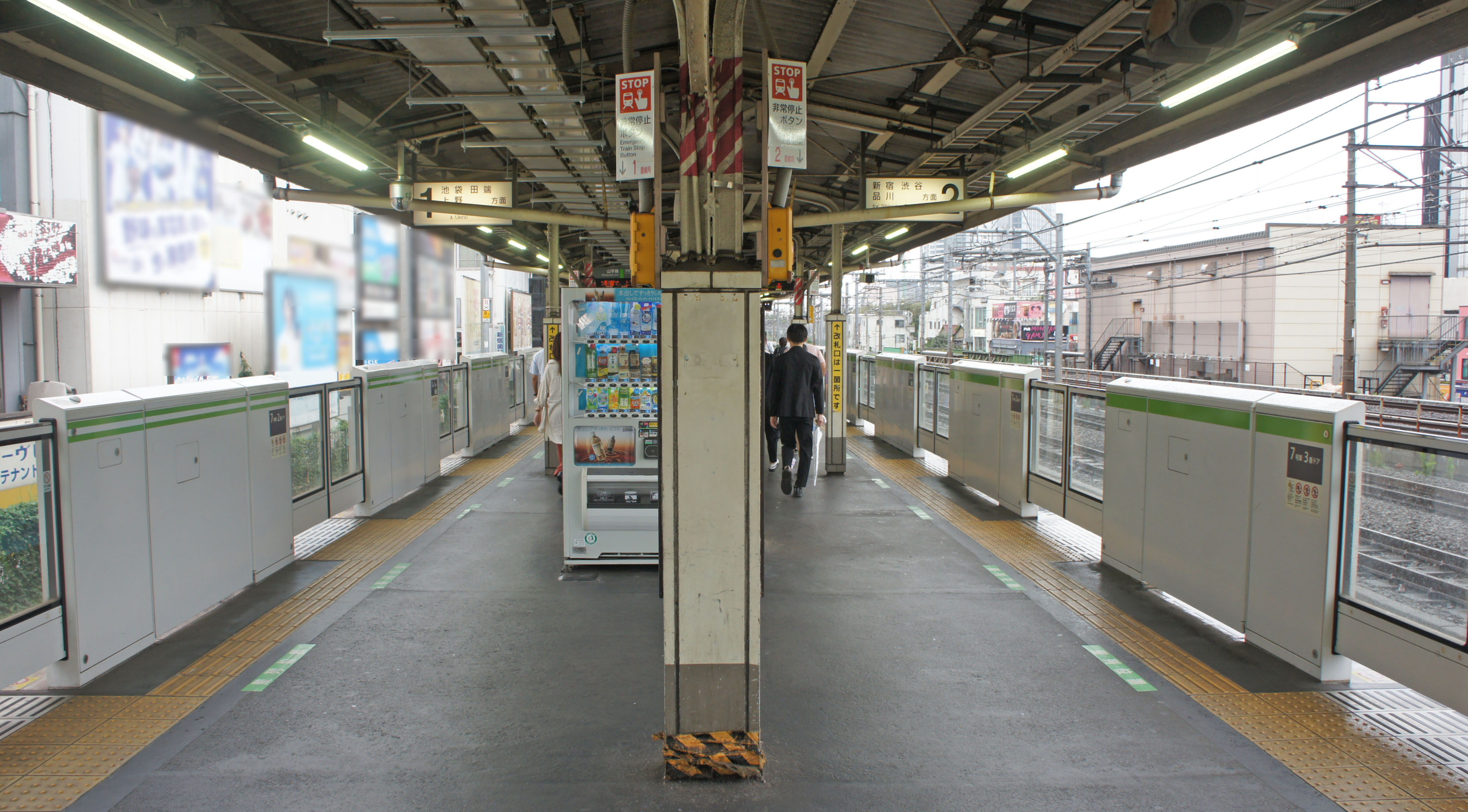
月台（2019年9月）

## 利用狀況
2019年（令和元年）度1日平均上車人次為49,438人。與前年相比增加9.8％。
使用人數在1990年代中期開始下滑，直至2000年代中期恢復成長。
近年的推移如下表。
| 年度               | 1日平均 上車人次 | 來源     |
| ------------------ | ---------------- | -------- |
| 1990年（平成02年） | 36,367           | [ * 1 ]  |
| 1991年（平成03年） | 37,191           | [ * 2 ]  |
| 1992年（平成04年） | 38,167           | [ * 3 ]  |
| 1993年（平成05年） | 37,679           | [ * 4 ]  |
| 1994年（平成06年） | 36,405           | [ * 5 ]  |
| 1995年（平成07年） | 35,893           | [ * 6 ]  |
| 1996年（平成08年） | 35,668           | [ * 7 ]  |
| 1997年（平成09年） | 35,423           | [ * 8 ]  |
| 1998年（平成10年） | 35,230           | [ * 9 ]  |
| 1999年（平成11年） | 34,708           | [ * 10 ] |
| 2000年（平成12年） | 34,155           | [ * 11 ] |
| 2001年（平成13年） | 33,427           | [ * 12 ] |
| 2002年（平成14年） | 33,454           | [ * 13 ] |
| 2003年（平成15年） | 33,369           | [ * 14 ] |
| 2004年（平成16年） | 33,630           | [ * 15 ] |
| 2005年（平成17年） | 34,104           | [ * 16 ] |
| 2006年（平成18年） | 34,791           | [ * 17 ] |
| 2007年（平成19年） | 36,133           | [ * 18 ] |
| 2008年（平成20年） | 35,165           | [ * 19 ] |
| 2009年（平成21年） | 34,783           | [ * 20 ] |
| 2010年（平成22年） | 37,344           | [ * 21 ] |
| 2011年（平成23年） | 42,433           | [ * 22 ] |
| 2012年（平成24年） | 41,545           | [ * 23 ] |
| 2013年（平成25年） | 39,629           | [ * 24 ] |
| 2014年（平成26年） | 39,814           | [ * 25 ] |
| 2015年（平成27年） | 41,746           | [ * 26 ] |
| 2016年（平成28年） | 43,929           | [ * 27 ] |
| 2017年（平成29年） | 48,220           | [ * 28 ] |
| 2018年（平成30年） | 51,438           | [ * 29 ] |
| 2019年（令和元年） | 49,438           |          |

## 車站周邊
新大久保站距离中央線的大久保站僅約300公尺左右。

（因此本站挂出告示以及通过廣播提醒：“本站為山手綫的新大久保站，不是中央綫的大久保站。”，以防止乘客因兩座車站距离以及名稱接近而錯誤搭乘。）
車站周邊是著名的韓國城，為在日韓國人聚集的場所。此外，周邊也有許多泰國、緬甸、土耳其等亞洲各國料理店。
站前道路是大久保通（東京都道433號神樂坂高圓寺線），車站西側的百人町過去以樂器店聚集聞名。

### 公車路線
都營巴士新大久保站前巴士站（車站西側大久保通上）
- 東行
  - 飯62：往都營飯田橋站（經國立國際醫療研究中心（日语：国立国際医療研究センター）前、牛込柳町站、牛込神樂坂站）
  - 橋63：往新橋站前（經國立國際醫療研究中心前、牛込柳町站、市谷站前、國會議事堂前、內幸町）
  - 橋63急行：往統計局（僅平日早晨、直達統計局中途不停車）
- 西行
  - 飯62、橋63：往小瀧橋車庫前

## 軼事
- 新宿百人一隊的發祥地。

## 相鄰車站
東日本旅客鐵道
 山手線
新宿（JY 17）－新大久保（JY 16）－高田馬場（JY 15）

### 利用狀況
JR1日平均使用人數
1. ↑  各駅の乗車人員 （页面存档备份，存于） - JR東日本

JR東日本2000年度以後的上車人次
1. ↑  各駅の乗車人員（2000年度） （页面存档备份，存于） - JR東日本
2. ↑  各駅の乗車人員（2001年度） （页面存档备份，存于） - JR東日本
3. ↑  各駅の乗車人員（2002年度） （页面存档备份，存于） - JR東日本
4. ↑  各駅の乗車人員（2003年度） （页面存档备份，存于） - JR東日本
5. ↑  各駅の乗車人員（2004年度） （页面存档备份，存于） - JR東日本
6. ↑  各駅の乗車人員（2005年度） （页面存档备份，存于） - JR東日本
7. ↑  各駅の乗車人員（2006年度） （页面存档备份，存于） - JR東日本
8. ↑  各駅の乗車人員（2007年度） （页面存档备份，存于） - JR東日本
9. ↑  各駅の乗車人員（2008年度） （页面存档备份，存于） - JR東日本
10. ↑  各駅の乗車人員（2009年度） （页面存档备份，存于） - JR東日本
11. ↑  各駅の乗車人員（2010年度） （页面存档备份，存于） - JR東日本
12. ↑  各駅の乗車人員（2011年度） （页面存档备份，存于） - JR東日本
13. ↑  各駅の乗車人員（2012年度） （页面存档备份，存于） - JR東日本
14. ↑  各駅の乗車人員（2013年度） （页面存档备份，存于） - JR東日本
15. ↑  各駅の乗車人員（2014年度） （页面存档备份，存于） - JR東日本
16. ↑  各駅の乗車人員（2015年度） （页面存档备份，存于） - JR東日本
17. ↑  各駅の乗車人員（2016年度） （页面存档备份，存于） - JR東日本
18. ↑  各駅の乗車人員（2017年度） （页面存档备份，存于） - JR東日本
19. ↑  各駅の乗車人員（2018年度） （页面存档备份，存于） - JR東日本
20. ↑  各駅の乗車人員（2019年度） （页面存档备份，存于） - JR東日本

JR統計資料
1. ↑  東京都統計年鑑 （页面存档备份，存于） - 東京都
2. ↑  新宿区の概況 （页面存档备份，存于） - 新宿区

東京都統計年鑑
1. ↑  .   [2020-07-27]. （原始内容存档于2016-03-05）.
2. ↑  .   [2020-07-27]. （原始内容存档于2016-03-05）.
3. ↑  .   [2017-11-10]. （原始内容存档于2013-08-15）.
4. ↑  .   [2017-11-10]. （原始内容存档于2013-02-03）.
5. ↑  .   [2017-11-10]. （原始内容存档于2013-02-03）.
6. ↑  .   [2017-11-10]. （原始内容存档于2013-02-03）.
7. ↑  .   [2017-11-10]. （原始内容存档于2013-02-03）.
8. ↑  .   [2017-11-10]. （原始内容存档于2016-03-04）.
9. ↑  東京都統計年鑑（平成10年）PDF
10. ↑  東京都統計年鑑（平成11年）PDF
11. ↑  .   [2017-11-10]. （原始内容存档于2016-03-04）.
12. ↑  .   [2017-11-10]. （原始内容存档于2016-03-04）.
13. ↑  .   [2017-11-10]. （原始内容存档于2017-07-29）.
14. ↑  .   [2017-11-10]. （原始内容存档于2017-07-29）.
15. ↑  .   [2017-11-10]. （原始内容存档于2017-07-29）.
16. ↑  .   [2017-11-10]. （原始内容存档于2017-07-29）.
17. ↑  .   [2017-11-10]. （原始内容存档于2017-07-29）.
18. ↑  .   [2017-11-10]. （原始内容存档于2017-07-29）.
19. ↑  .   [2017-11-10]. （原始内容存档于2017-07-29）.
20. ↑  .   [2017-11-10]. （原始内容存档于2016-03-26）.
21. ↑  .   [2017-11-10]. （原始内容存档于2016-03-27）.
22. ↑  .   [2017-11-10]. （原始内容存档于2016-03-25）.
23. ↑  .   [2017-11-10]. （原始内容存档于2016-03-27）.
24. ↑  .   [2017-11-10]. （原始内容存档于2016-03-22）.
25. ↑  .   [2017-11-10]. （原始内容存档于2017-07-30）.
26. ↑  .   [2017-11-10]. （原始内容存档于2018-11-09）.
27. ↑  .   [2018-10-21]. （原始内容存档于2019-05-02）.
28. ↑  .   [2020-07-27]. （原始内容存档于2019-12-03）.
29. ↑  .   [2020-07-27]. （原始内容存档于2020-08-04）.

## 外部連結
- 車站資訊（新大久保）：東日本旅客鐵道